# 아키하바라

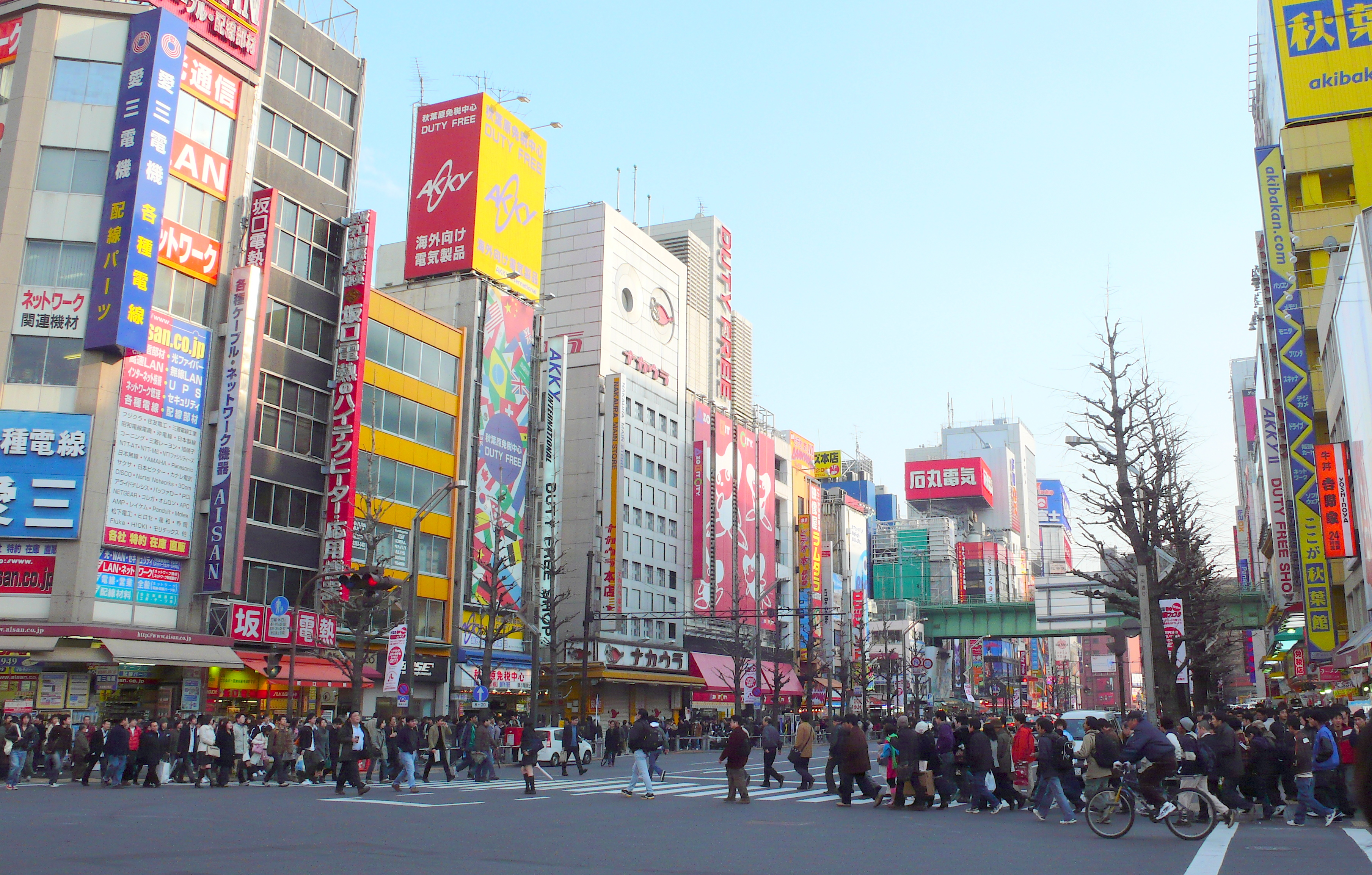
2007년의 아키하바라

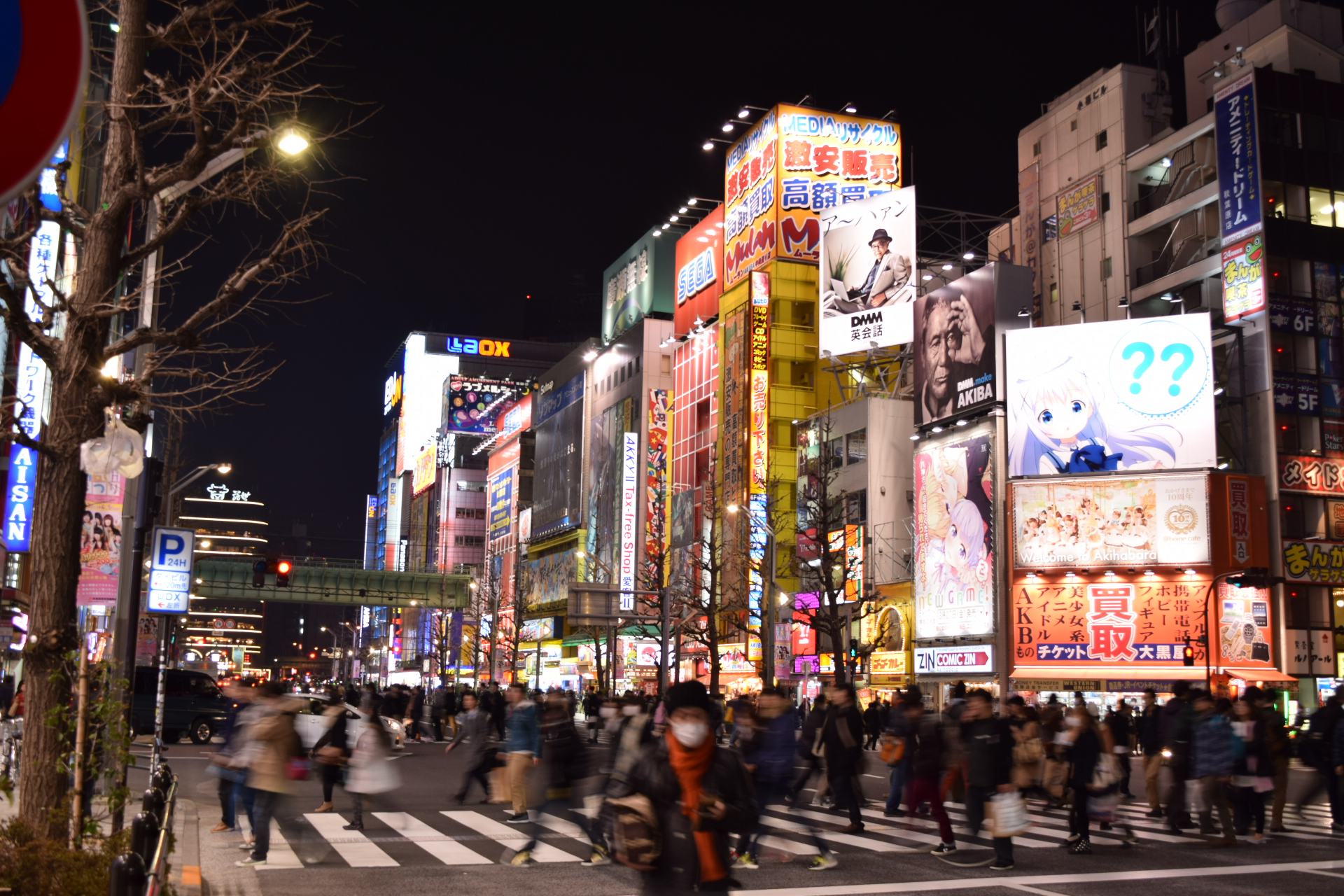
아키하바라의 밤 풍경

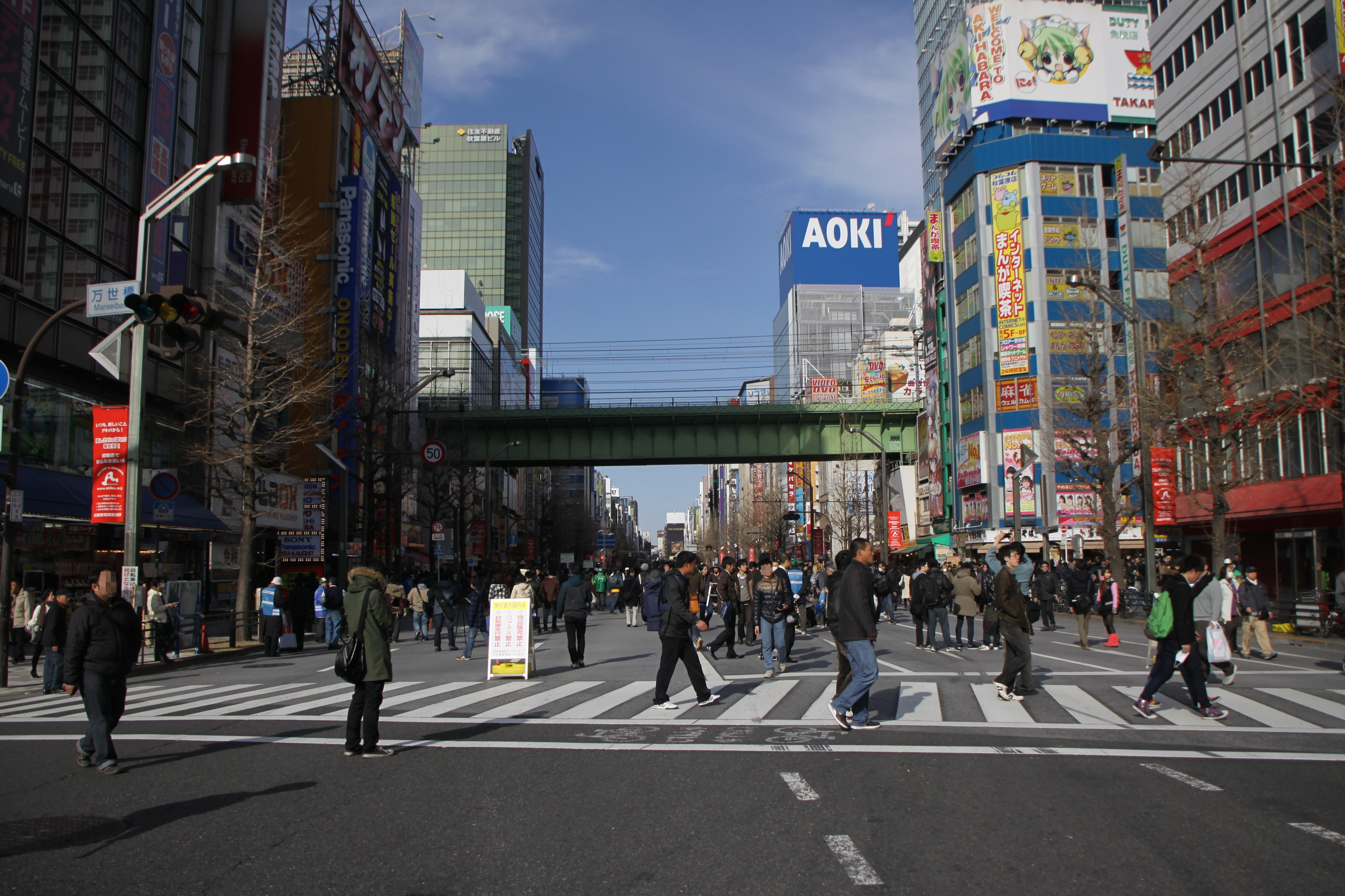
2011년 1월 23일 보행자 천국 재개

아키하바라(일본어: 秋葉原)는 일본 도쿄도 지요다구의 아키하바라역 주변을 지칭하는 지명이다. 행정 구역상, 아키하바라 일대는 소토칸다(外神田)와 간다하나오카초(神田花岡町), 간다사쿠마초(神田佐久間町)에 속한다. 아키하바라라는 이름은 1896년 이 지역의 신사가 화재로 전소된 이후 붙여진 이름인 아키바가하라(일본어: 秋葉が原→낙엽 밭)에서 유래했으며, 줄여서 아키바(일본어: 秋葉)라고도 부른다.
제2차 세계 대전 전후 가전제품 상점 및 암시장의 발달로 아키하바라 전자상가(秋葉原電気街, 아키하바라 전기가)가 형성되었으며, 서울특별시의 용산전자상가, 종로구의 세운, 낙원상가를 합쳐 놓은 것보다도 더 크다. 일본의 고도 경제 성장과 함께 전자기기와 하드웨어 및 소프트웨어를 취급하는 상점이 늘어선 세계 최대의 전자상가로 발전했다. 비디오 게임과 애니메이션 붐이 일어난 이후 애니메이션 상점과 취미 상점 등이 대거 밀집한 지역으로도 유명해졌다.
최근에는 지역의 규제 완화와 동시에 2001년 도쿄도에서 '아키하바라 도시개발 가이드라인'을 발표하면서 아키하바라역을 중심으로 재개발이 활발하게 진행되었고, 이로 인해 아키하바라 UDX를 비롯한 여러 복합 빌딩이 건설되어 아키하바라를 방문하는 연령층도 다양해졌다. 현재, 아키하바라는 오타쿠 문화의 중심지이자 비디오 게임, 애니메이션, 만화, 컴퓨터 관련 상품들의 상점가로 유명하다. 특히 유명 애니메이션 광고들이 상가에 부착되어 있으며, 많은 메이드 카페와 AKB48 극장을 찾아볼 수 있다.

## 지리
통상 아키하바라라고 불리는 지역은 동쪽으로 쇼와도리(昭和通り), 서쪽으로 쇼헤이바시도리(昌平橋通り), 남쪽으로 간다 강(神田川), 북쪽으로 구라마에도리(藏前通り)로 둘러싸인 지역으로, 지요다 구에 속한 소토칸다(外神田, 전자상가가 있는 역 서쪽), 간다하나오카초(神田花岡町, 역 동쪽), 간다사쿠마초(神田佐久間町, 역 남쪽 및 남동쪽)에 걸쳐 있다. 다이토구에도 아키하바라라는 행정 구역이 있지만, 이는 통상적인 의미의 아키하바라는 아니다. 행정 구역상의 아키하바라는 소토칸다와 오카치마치역 부근에 걸쳐 있지만, 면적의 절반을 철로가 점유하고 있다.
JR 아키하바라역에는 동서로 소부 본선, 남북으로는 야마노테 선·게이힌 도호쿠 선이 통과하며 JR 아키하바라역 동쪽 출구 부근에는 쓰쿠바 익스프레스 아키하바라 역, 지하철로는 히비야 선 아키하바라 역이 있다. 이 지역 북쪽 사거리에는 긴자 선 스에히로초 역이, 남쪽으로 간다 강 건너에는 신주쿠 선 이와모토초 역이 있다.
아키하바라의 중심가는 아키하바라 역의 바로 서쪽에 위치해 있으며, 이 지역에 대부분의 상점들이 밀집해 있다. 전자기기 상점들은 주로 역의 서쪽에, 애니메이션 및 만화 상점들과 코스프레 레스토랑들은 역의 북쪽에 위치해 있다.

## 역사
아키하바라 지역은 에도 시대에 에도의 관문 일대로서 에도의 북서쪽으로 향하는 통로 역할을 했다. 이로 인해 이 지역에 많은 수공업자들과 상인들, 그리고 낮은 계급 사무라이들이 거주했다. 1896년 도쿄의 화재로 지역이 전소되었으며, 이후 화재를 막기 위해 이 지역에 아키바 신사(秋葉神社)가 지어졌다. 이후 이 부근은 아키바가하라로, 그리고 아키하바라로 알려지게 되었다. 1888년 아키하바라역이 지어진 이후, 아키바 신사는 다이토구로 이전해 현재까지 남아 있다.
아키하바라역은 1890년에 개통되어 주요한 화물 운송 거점이 되었고, 지역에는 농산물 시장이 대규모로 들어섰다. 1920년대, 역의 여객 운송이 시작되면서 많은 승객들이 오가게 되었으며, 제2차 세계 대전 전후 혼란기에는 암시장이 발달하게 되었다. 아키하바라가 일본 정부의 통제에서 벗어나면서 지역에서는 상업이 발달하고 사업을 위한 환경이 조성되었다. 1930년대부터, 아키하바라의 이러한 환경은 지역을 세탁기, 냉장고, 텔레비전, 스테레오 등 가전제품에 특화된 미래적인 상업 지대로 만들었고, 아키하바라는 전자상가로서의 명성을 얻게 되었다.
1980년대경 가전제품 사업들이 후퇴하기 시작하면서, 아키하바라의 상점들은 당시 전문가 및 취미에서만 사용되던 개인용 컴퓨터로 초점을 옮겼다. 이러한 새로운 전문화는 오타쿠라는 새로운 소비층을 데려오게 되었다. 아키하바라 전자상가는 애니메이션, 만화, 비디오 게임에 초점을 맞춘 새로운 고객들에게 자연스레 적응하게 되었다. 아키하바라와 오타쿠들 사이의 관계는 계속 이어져 현재 이 지역은 세계적으로 오타쿠 문화의 중심지로 알려져 있으며, 심지어 몇몇 오타쿠들은 아키하바라를 성지로 여기고 있다.

### 아키하바라 살인 사건
2008년 6월 8일 일요일 낮 12시 33분, 한 남성이 군중을 트럭으로 덮치고 흉기를 휘둘러 17명의 사상자를 냈다. 이 중 7명이 사망하고, 10명이 부상당했다. 경시청은 가해자 가토 도모히로를 체포했다. 이후 2011년에 도쿄지방재판소에서 가토에게 사형을 선고했다. 살인 사건 이후 수년간 중단되었던 보행자 천국은 2011년 1월 23일 보안 시설 및 경비를 대폭 강화하여 재개되었다.

## 오타쿠 문화

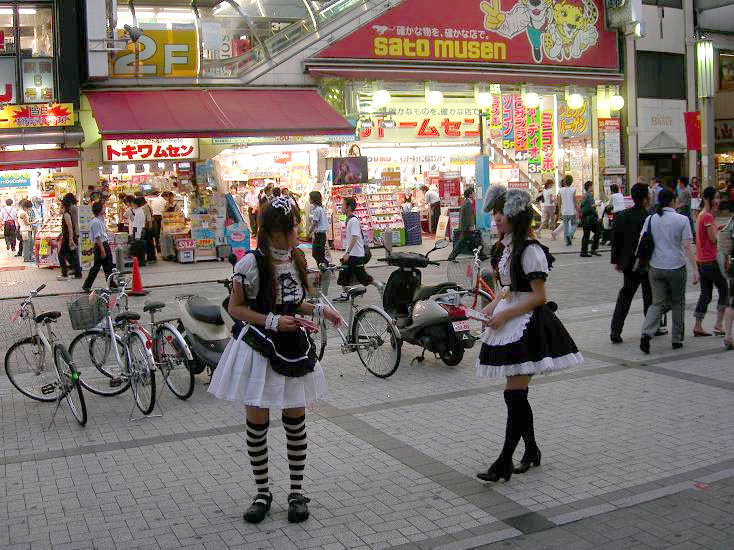
아키하바라 역 근처에서 메이드 카페를 홍보하는 메이드들

오타쿠 문화의 영향은 아키하바라의 사업들과 건물들이 오타쿠의 관심을 대변하고, 지역의 독특한 경관이 세계적으로 명성을 얻게 해 주었다. 아키하바라에서는 고객들의 관심 대상인 게임 및 애니메이션 세계와 최대한 비슷한 분위기를 내고자 노력한다. 아키하바라의 거리들은 애니메이션 및 만화 광고들로 뒤덮여 있으며, 길거리에서는 특히 메이드 카페 등의 홍보를 위한 코스프레가 이루어진다. 일본 최대의 수익을 내는 음악 사업들 중 하나인 아이돌 그룹 AKB48은 아키하바라에 독자적으로 AKB48 극장을 운영하고 있으며, 그룹의 이름도 지명에서 유래했다.
아키하바라에서의 발매 행사, 특별 행사, 전시회들은 애니메이션 및 만화 팬들이 작가들을 만날 수 있는 기회를 자주 제공하고 있으며 지역과 오타쿠 문화 사이의 연결을 강화하고 있다. 많은 건물들은 오타쿠를 위한 분위기의 조성을 위해 설계되었다. 아키하바라의 상점들은 많은 오타쿠들이 현실보다 애니메이션 세계를 더 많이 보고 싶어하는 욕구를 위해 폐쇄적으로 설계되었다.
아키하바라의 자유 시장 기능은 수많은 아마추어 작품들이 지역 내의 오타쿠들이라는 열성적인 독자들을 찾게 해 주고 있다. 만화 동인지는 1970년대 출판계에서 대규모 시장에 내놓지 못한 작품들을 공개한 것을 그 유래로 하여 아키하바라에서 계속 발달하고 있다.

## 교통
- 도쿄 지하철 히비야 선: 아키하바라역
- 도쿄 지하철 긴자 선: 스에히로초 역
- 도쿄 도 교통국 지하철 신주쿠 선: 이와모토초 역
- ■ 게이힌 도호쿠 선: 아키하바라 역
- ■ 야마노테 선: 아키하바라 역
- ■ 주오·소부 완행선: 아키하바라 역
- TX 쓰쿠바 익스프레스: 아키하바라 역

## 같이 보기
- AKB48 / AKB48 극장
- 아키하바라 UDX
- 아키하바라 라디오회관
- 아키바계
- 오사카 부 덴덴타운